# Madygenerpeton pustulatus
Madygenerpeton pustulatus (лат.) — вид вымерших рептилиоморф из семейства семейства хрониозухид, ископаемые остатки которых обнаружены в отложениях среднего и верхнего триаса (242—227 млн лет назад) формации Мадыген Кыргызстана. Типовой и единственный вид рода Madygenerpeton.

## Описание
Подобно прочим хрониозухидам, имел остеодермы — костяные пластинки, которые сцеплялись друг с другом и соединялись с лежащими под ними позвонками позвоночника. Остеодермы широкие, поверхность изогнутая или острая. На верхней поверхности переднего края и нижней поверхности заднего края каждой остеодермы имеются грани, покрытые концентрическими гребнями и бороздками. Это позволяло пластинам сцепляться друг с другом. Относительно малая ширина остеодермы допускала более сильное боковое изгибание Madygenerpeton pustulatus в позвоночнике, чем у других хрониозухид, до 7,5°. Повышенная гибкость позвоночника, возможно, была адаптацией к вторичноводному образу жизни. Вероятно, она позволяла плавать латерально изгибаясь.
Череп параболических очертаний, поверхность которого покрыта пустулезным орнаментом. Этот орнамент и дал типовому виду его название Madygenerpeton pustulatus. В отличие от других хрониозухид, у Madygenerpeton отсутствует предглазничный родничок перед орбитами. Постпариетальная (задняя) область черепа вогнута.